# Теорија завере (књига)
Теорија завере — приручник за владање светом је књига у којој Дејан Лучић говори како се стварају завере, преврати, ратови, атентати, стварају тајне службе, и сл.